# エスペン・サンドベリ
エスペン・サンドベリ（Espen Sandberg、1971年6月2日 - ）は、ノルウェーの映画監督、映画プロデューサー。
サンデフィヨルド出身。同郷のヨアヒム・ローニングとコンビで監督し、2012年の映画『コン・ティキ』が第85回アカデミー賞や第70回ゴールデングローブ賞の外国映画賞でノルウェー代表でノミネートされるなど、国内外で高い評価を受けた。2017年、ローニングと共に『パイレーツ・オブ・カリビアン/最後の海賊』の監督をつとめたほか、映画・テレビドラマの製作総指揮も手がけている。

## 主な作品

### 監督
- バンディダス Bandidas (2006) ※
- ナチスが最も恐れた男 Max Manus (2008) ※
- コン・ティキ Kon-Tiki (2012) ※
- マルコ・ポーロ Marco Polo (2014) テレビドラマ、2エピソード
- パイレーツ・オブ・カリビアン/最後の海賊 Pirates of the Caribbean: Dead Men Tell No Tales (2017) ※

※はヨアヒム・ローニングとの共同監督。

### 監督以外
- イエスタデイ Beatles (2014) 製作総指揮
- マルコ・ポーロ Marco Polo (2014-2016) テレビドラマ、3エピソード、製作総指揮
- マルコ・ポーロ: 百の眼 Marco Polo: One Hundred Eyes (2015) テレビ映画、製作総指揮
- トロール Troll (2022) 製作総指揮